# Monty Python: Život Briana
Monty Python: Život Briana, případně Monty Pythonův Život Briana nebo jen Život Briana je britská filmová komedie, natočená v roce 1979 skupinou Monty Python. Vypráví o muži, který se narodil ve stejný den jako Ježíš, jen trochu dále v téže ulici. Celý život má pak ztrpčený tím, že je zaměňován s mesiášem.
Film je často vnímán jako parodie organizovaných náboženství a politických projevů.[zdroj?] Díky svému kontroverznímu přístupu k tématu náboženství se stal terčem kritiky mnoha náboženských hnutí.[kdo?] I přesto film dodnes sbírá ocenění všeho druhu – již několikrát byl vyhlášen nejlepší komedií všech dob, například britským deníkem The Guardian.

## Výrobní štáb
- Režie: Terry Jones
- Scénář a hlavní role: Graham Chapman, John Cleese, Terry Gilliam, Eric Idle, Terry Jones, Michael Palin (dohromady představují 40 různých postav[5])
- Kamera: Peter Biziou
- Animace: Terry Gilliam
- Hudba: Geoffrey Burgon, Eric Idle
- Produkce: John Goldstone, George Harrison

## Obsazení

Opravený nápis „Římané jděte domů“, který psal Brian ve službách LFJ v noci na zeď paláce a na rozkaz centuriona ho musel ještě 100krát opsat

| Graham Chapman     | Brian Cohen; Pyjus Čůrus; 2. mudrc                                                                                    |
| Terry Jones        | Panna Manda; poustevník Šimon; spoluvězeň; a další                                                                    |
| John Cleese        | Centurion; revolucionář Reg; Velekněz; 1. mudrc; a další                                                              |
| Eric Idle          | Drzoun; revolucionář Stan/Loretta; kamenující žena; Otto; trhovec; žalářníkův pomocník; zpívající ukřižovaný; a další |
| Michael Palin      | Nosál; Pilát Pontský; vyléčený malomocný; revolucionář Ben; nudný prorok; pořadatel ukřižovaných; 3. mudrc; a další   |
| Terry Gilliam      | děsivý prorok; žalářník; a další                                                                                      |
| Sue Jones-Davies   | revolucionářka Judita                                                                                                 |
| Terence Bayler     | pan Gregory; 2. centurion                                                                                             |
| Carol Clevelandová | paní Gregory; a další                                                                                                 |
| Charles McKeown    | falešný prorok; slepec; strážný dusící se smíchy; a další                                                             |
| Kenneth Colley     | Ježíš Kristus |
| Neil Innes         | zhulený Samaritán |
| Gwen Taylorová     | paní Nosálová; žena s nemocným oslem                                                                                  |
| Bernard McKenna    | Parvus; a další |
| George Harrison    | pan Papadopulos |
| Spike Milligan     | všemi opuštěný prorok                                                                                                 |

## Produkce
První film z produkce Monty Pythonů – Monty Python a Svatý Grál – měl (přes svůj nízký rozpočet a poměrně amatérské podmínky) obrovský úspěch jak u kritiků, tak u diváků, a členové proto začali hned uvažovat o natočení dalšího celovečerního filmu. Protože všichni sdíleli nedůvěru k organizovanému náboženství, rozhodli se pro příběh, který by parodoval počátky křesťanství – stejně jako Svatý Grál parodoval Artušovské legendy.
Práce na scénáři začaly v prosinci 1976, v lednu 1978 byla hotová finální verze (po „dvou týdnech intenzivního psaní a vodního lyžování na Barbadosu“). Film měla původně produkovat společnost EMI Films, která ale na poslední chvíli z projektu odstoupila kvůli kontroverznímu obsahu. Terry Gilliam o tom později řekl: „Vycouvali z toho ve čtvrtek. Štáb měl odjet natáčet v sobotu. Katastrofa. Nejspíš si přečetli ten scénář... konečně.“
Kritickou situaci zachránil ex-Beatle a zároveň také velký fanoušek Monty Pythonů George Harrison, který se o potížích dozvěděl od svého kamaráda Erica Idlea. Rozhodl se, že celý rozpočet (3 miliony liber) pokryje z vlastních peněz, a za tím účelem založil vlastní produkční společnost Handmade Films a zaručil se vlastním domem, protože „ten film prostě chtěl vidět“ (Idle tento krok později glosoval jako „nejdražší lístek do kina v historii“). Harrison si za svou pomoc vysloužil epizodní roličku pana Papadopulose, který se krátce pozdraví a potřese si rukou s titulním hrdinou v jedné z davových scén. Jeho investice se ukázala velmi šťastnou, neboť film měl ještě větší úspěch než Svatý Grál a jen v USA vydělal 20 milionů dolarů.
Natáčelo se v tuniském městě Monastir, kde mohli tvůrci použít pozůstalé kulisy z minisérie Ježíš Nazaretský od Franca Zeffirelliho. Mnoho místních obyvatel bylo najato jako kompars. Režisér filmu Terry Jones o nich řekl: „Všichni byli najednou strašně chytří, protože předtím pracovali pro Zeffirelliho. A tak jsem pořád musel poslouchat ty postarší Tunisany, jak mi říkají: ‚No jo, ale pan Zeffirelli by to takhle určitě neudělal.'" Graham Chapman, který ještě nedlouho před natáčením trpěl těžkým alkoholismem (jehož následky jsou na něm patrné i ve Sv. Grálu), byl tak pevně rozhodnutý hrát hlavní roli Briana (na kterou si brousil zuby i John Cleese), že s pitím dokázal přestat – byl pak v takové formě, že stíhal kromě hraní i funkci doktora na place (coby vystudovaný lékař). Ve filmu si díky shodě náhod zahrál i legendární britský komik Spike Milligan, který byl tehdy v Tunisku právě na dovolené.
V listopadu 1978 bylo natáčení dokončeno a v lednu příštího roku byla na světě první verze filmu.

## Kontroverze
Po svém uvedení se Život Briana podle očekávání stal terčem ostré kritiky z náboženských kruhů.[zdroj?] Protože proti filmu protestovali různí křesťané téměř všech denominací,[zdroj?] členové Monty Python žertovali o tom, že se jim je po 2000 letech podařilo sjednotit. Některé městské rady ve Spojeném království film zakázaly promítat, na celých 8 let byl zakázán v Irsku a na rok v Norsku (v sousedním Švédsku byl pak inzerován sloganem Je tak směšný, že jej v Norsku zakázali ). Jedno kino ve Walesu se údajně zachránilo před krachem díky tomu, že na rozdíl od své konkurence film promítalo a sjížděli se do něj diváci ze širokého okolí.
Všichni členové skupiny Monty Python jednotně odmítali obvinění, že jejich cílem bylo zesměšňovat něčí víru. V komentáři k filmu na DVD přiznávají, že film je rouhačský jen potud, že paroduje praktiky současných organizovaných náboženství – rozhodně ale neparoduje Boha jako takového. Když se ve filmu epizodně objeví Ježíš, je postava brána v podstatě vážně a s respektem. Humor začíná teprve když jeho vzdálení posluchači špatně rozumí jeho slovům o míru, lásce a toleranci („Myslím, že říkal ‚blahoslavení sýraři'“). Tady autoři zesměšňují pouze malichernost náboženských sporů a schizmat založených na odlišném výkladu různých detailů v Písmu. Ježíš a Brian jsou zcela jasně ukázáni jako dvě různé osoby, což dokazuje například scéna s vyléčeným „ex-leprotikem“, který si Brianovi stěžuje, že po tom, co ho Ježíš uzdravil, ztratil svůj pravidelný příjem z žebrání. Brian sám je pak vykreslen vlastně jako charakterní postava, jen se bránící bláznivému chování všech okolo.
Mezi další parodované motivy patří nestabilita a řevnivost různých politických hnutí s podobnými cíli, které místo jednotného postupu marní energii záštiplným bojem proti sobě navzájem (Judejská lidová fronta × Lidová fronta Judeje × Všelidová judejská fronta atd.). Komické řečové vady Piláta Pontského a jeho římského přítele Pyja Čůra (Biggus Dickus) jsou narážkou na řečové zvláštnosti typické pro britské nejvyšší vrstvy. Postava revolucionáře Stana, který se začne identifikovat jako žena a žádá ostatní, aby mu říkali Loretta, pak poměrně průkopnicky otevírá problematiku transgenderu.